# 839
839 (DCCCXXXIX) je bilo navadno leto, ki se je po julijanskem koledarju začelo na sredo.

## Rojstva
Neznan datum
- al-Tabari, perzijski filozof in zgodovinar († 923)
- Karel III. Debeli, cesar Karoliškega cesarstva († 888)